# Biblioteca di Archeologia e Storia dell’Arte

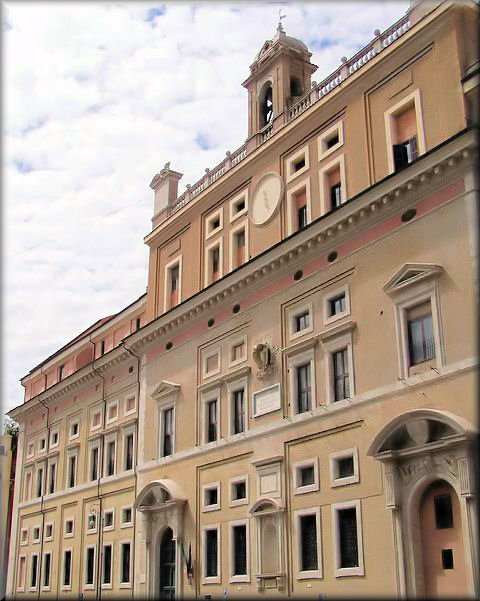
Palazzo del Collegio Romano, Außenstelle der BiASA

Die Biblioteca di Archeologia e Storia dell’Arte (BiASA) ist die größte Fachbibliothek Italiens für Archäologie und Kunstgeschichte. Sie hat ihren Sitz im Palazzo Venezia in Rom, eine Außenstelle befindet sich im Palazzo del Collegio Romano. Die Bibliothek untersteht dem italienischen Kulturministerium. Teile ihres Bestandes gehören dem ebenfalls im Palazzo Venezia ansässigen Istituto Nazionale di Archeologia e Storia dell’Arte (INASA), aus dem die Bibliothek 1967 rechtlich ausgegliedert wurde.

## Geschichte
Die Ursprünge der BiASA liegen bei einer Fachbibliothek, die 1875 bei der Abteilung für Ausgrabungen und Museen des Bildungsministeriums angelegt wurde. Die Bibliothek befand sich seinerzeit an der Piazza della Minerva und stand zunächst nur den Beamten der genannten Abteilung zur Verfügung. In dem Gebäude neben dem Pantheon befindet sich heute die Bibliothek des Senats.
1914 wurde die Ministerialbibliothek für Wissenschaftler geöffnet, auch weil im Ersten Weltkrieg die bedeutende Bibliothek des Deutschen Archäologischen Instituts auf dem römischen Kapitol weitgehend geschlossen blieb. 1922 wurde die Ministerialbibliothek dem gerade gegründeten königlich italienischen Institut für Archäologie und Kunstgeschichte angegliedert und in den Palazzo Venezia verlegt. 1929 richtete Mussolini dort sein Hauptquartier ein, das Institut und dessen Bibliothek blieben jedoch vor Ort. Noch 1929 stellte man der Bibliothek wegen des Platzmangels den markanten Turm (Torre della Biscia) des Palazzos zur Verfügung. Im Herbst 1939 verlegte man die Bibliothek aus Sicherheitsgründen dann in ein Gebäude der Accademia d’Italia, wo sie bis 1947 blieb. Vor der Rückkehr in den Palazzo Venezia wurden dort die Bibliothekssäle renoviert und modernisiert.
Im Lauf der Zeit öffnete sich die Bibliothek Studenten und dann auch der breiten Öffentlichkeit. Dem trug man 1967 Rechnung, indem man sie zur staatlichen Bibliothek erklärte und sie 1975 wie alle anderen Bibliotheken dieser Art dem Ministerium für Kulturgüter unterstellte.
Wegen der stetig zunehmenden Bestände und dem Anstieg der Benutzer wurde der Platzmangel bald zu einem gravierenden Problem, das sich noch verschärfte, als der Turm des Palazzo Venezia aus Sicherheits- und feuerpolizeilichen Gründen gesperrt werden musste. 1989 kamen große Teile der Bibliothek in der Sala della Crociera des Palazzo del Collegio Romano unter, die bis 1975 von der römischen Nationalbibliothek genutzt worden war. Von 1990 bis 1993 blieben die Räumlichkeiten im Palazzo Venezia wegen Renovierungsarbeiten geschlossen. Seither ist es bei der Teilung in einen Hauptsitz und eine Außenstelle geblieben.

## Bestände
Die Bibliothek konnte ihre Bestände im Lauf der Zeit insbesondere durch Schenkungen und Nachlässe ausbauen. Zu nennen sind hier (einschließlich anderer erworbener Privatbibliotheken) besonders: Fabrizio Ruffo di Motta Bagnara (1915), Rocco Pagliara (1922), Louis Gonse (1926), Rodolfo Kanzler (1926), Rodolfo Lanciani (1929), Alfredo Castellani (1930), Felice Barnabei (1930), Alessandro Vessella (1933), Corrado Ricci (1934), Ugo Monneret de Villard (1955), Alfredo Dusmet (1955), Giulio Quirino Giglioli (1958), Attilio Rossi (1971) und Antonino Rusconi (1975). Diese Sammlungen befinden sich heute überwiegend im Palazzo del Collegio Romano und sind in einigen Fällen Eigentum des Institut für Archäologie und Kunstgeschichte, werden aber von der Bibliothek mitverwaltet.
Der Gesamtbestand der Bibliothek belief sich im Jahr 2015 auf rund 380.000 Bände, 3.500 Periodika (etwa 600 laufende), knapp 21.000 graphische Medieneinheiten, 66.000 Microfiche und 400 CD-ROM. Hinzu kommen 1.600 handschriftliche Werke, Inkunabeln sowie 750 Drucke des 16. und 1.200 Drucke des 17. Jahrhunderts.